# Buzura mpalaria
Buzura mpalaria là một loài bướm đêm trong họ Geometridae.